# Баганытта-Кюёль
Баганытта-Кюёль (также Ваганытта-Кюёль, Баганитка) — озеро на северо-западе Якутии, в Саскылахском наслеге Анабарского улуса. Расположено в тундровой местности, на полуострове Терпяй-Тумса, в 3 км от побережья моря Лаптевых, между устьями рек Оюлах-Юрях и Чайдах-Юрях.
Имеет овальную форму, слегка вытянуто с севера на юг. Берега слабо изрезаны, в значительной степени заболочены.
Площадь озера 31,1 км². Площадь водосбора составляет 45 км². Высота над уровнем моря — 6 м. Протяжённость озера 8,6 км, максимальная ширина составляет 5 км.
Острова на водоёме отсутствуют. Значительных притоков не имеет. Из заболоченной местности на севере вытекает несколько ручьёв, впадающих в море Лаптевых. В окрестностях расположены ещё два значительных озера: Эльгян (Элгэн) на юго-востоке и Ыт-Ольбют-Кёнгдёй на западе.
На берегах озера находятся летние стойбища, которые коренные жители, якуты, используют в целях оленеводства.